# 克里斯蒂安縣 (密蘇里州)
克里斯蒂安縣（英語：Christian County）是美國密蘇里州西南部的一個縣。面積1,875平方公里。根據美國2000年人口普查，共有人口54,285人。縣治奧扎克（Ozark）。
成立於1859年3月8日，以紀念來自維吉尼亞州的威廉·克里斯蒂安上校。